# Soulitré
Soulitré là một xã trong tỉnh Sarthe ở tây bắc nước Pháp. Xã này có diện tích 11km2, dân số năm 2006 là 652 người.